# Bear Bull
Bear Bull, també anomenat Kyaiyi-stamik o Sótai-na (1859-?) fou un membre de la confederació blackfoot i un dels seus guerrers més destacats, que va lluitar contra els xeienes i fou assotat per la verola i malalties.
Va néixer entre els rius Battle i Saskatchewan, va ser un líder espiritual del territori del Canadà. Es va popularitzar des del 1899, quan va anar a ballar la Dansa del Sol al nord de Montana.
Va ser el principal informador de Curtis el 1926, quan aquest buscava informació dels poblats de blackfoots de la zona a Alberta.